# Joanna (Kool & The Gang)
Joanna is een single van Kool & The Gang. Het is afkomstig van hun album In the heart. Zowel in de Verenigde Staten (24 weken notering) als in het Verenigd Koninkrijk (elf weken notering) haalde de single de tweede plaats in de hitlijsten. In de R&B Top 100 van de VS stond het plaatje nummer 1.
Bij de single werd een videoclip gemaakt. Joanna bedient daarin in een wegrestaurant Joanna's Diner, gefilmd in Colonial Diner in Lyndhurst (New Jersey), alle leden van Kool & The Gang. Ondertussen brengt de band een serenade aan haar. Daarbij gaan ze terug in de tijd, toen Joanna nog danste in de Cotton Club in New York. Zij is daarin verliefd op het evenbeeld van James "JT" Taylor (zanger van Kool & The Gang).

## Hitnotering
In de Nederlandse Top 40 haalde het plaats 10 in de tipparade. In België haalde het beide hitlijsten niet.

### NederlandseMega Top 50
| Positie: | 38 | 35 | uit |

### NPO Radio 2 Top 2000
Joanna stond alleen in 1999 in de NPO Radio 2 Top 2000, op plek 1921.